# Panchlora bidentula
Panchlora bidentula es una especie de cucaracha del género Panchlora, familia Blaberidae. Fue descrita científicamente por Hebard en 1916.

## Distribución
Habita en Venezuela, Trinidad y Tobago, Guayana Francesa y Brasil.